# Тепло-гаряче міжгалактичне середовище

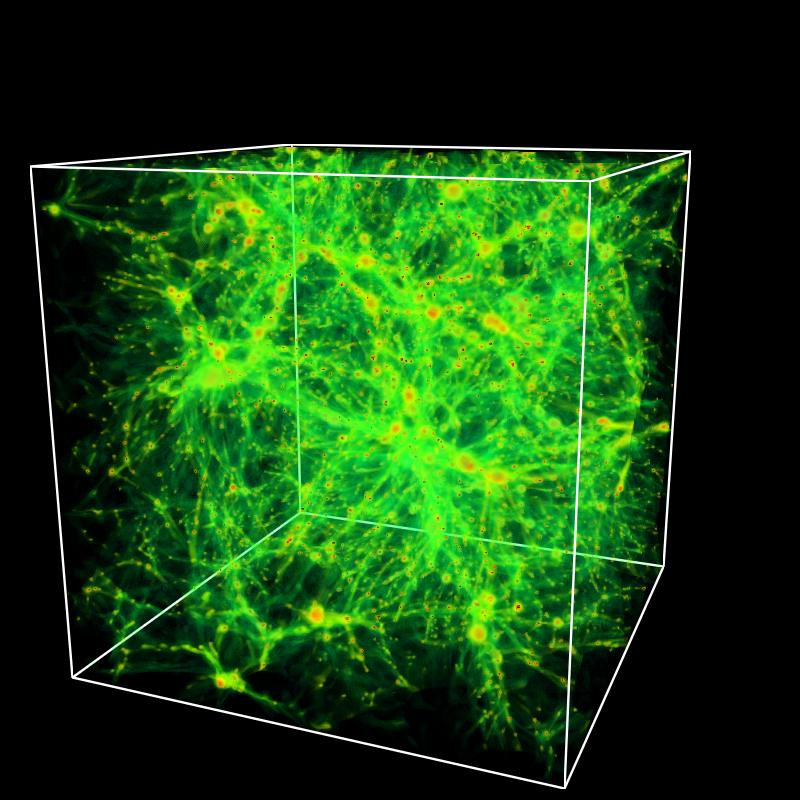
Комп'ютерне моделювання, що показує розподіл теплого гарячого міжгалактичного газу

Тепло-гаряче міжгалактичне середовище (The warm–hot intergalactic medium (WHIM)) означає розріджену, тепло-гарячу (105 to 107 K) плазму, яку космологи поміщають у міжгалактичний простір і яка містить 40—50 % "нормальної матерії" на відміну від темної матерії.  Це можна назвати мережею гарячого, дифузного газу. Значна частина того, що відомо про тепло-гаряче міжгалактичне середовище, походить від комп'ютерного моделювання космосу. WHIM, як очікується, утворює ниткоподібну структуру слабких, високоіонізованих баріонів з щільністю 1—10 частинок на кубічний метр. 
Щоб знайти WHIM, дослідники вивчали рентгенологічні спостереження швидко зростаючої супермасивної чорної діри, відомі як активне галактичне ядро, або AGN. Видно, що атоми кисню в WHIM поглинають рентгенівські промені, що проходять через середовище. У травні 2010 року за допомогою телескопа Чандра виявлено гігантський резервуар WHIM, що лежить уздовж стінної структури галактик (Sculptor Wall) приблизно за 400 мільйонів світлових років від Землі. 